# شهر سلطنتی ویندسور و میدنهد
شهر سلطنتی ویندسور و میدنهد (به انگلیسی: Royal Borough of Windsor and Maidenhead) یک منطقهٔ مسکونی در بریتانیا است که در بارکشر واقع شده‌است. شهر سلطنتی ویندسور و میدنهد ۱۹۸٫۴۳ کیلومتر مربع مساحت دارد.

## خواهرخوانده
شهرهای باد گودسبرگ، نوی-سور-سن، سن-کلو، گسلار، فراسکاتی و کورتریک خواهرخوانده‌های شهر سلطنتی ویندسور و میدنهد هستند.